# قائمة شركات الطيران في السعودية
هذه هي قائمة شركات الطيران العاملة حاليا في المملكة العربية السعودية

## خطوط جوية برحلات مجدولة ومنتظمة
| شركة الطيران            | صورة | إياتا | إيكاو | رمز النداء    | تاريخ بدءالعمليات |
| ----------------------- | ---- | ----- | ----- | ------------- | ----------------- |
| طيران أديل              |      | F3    | FAD   | PURPLE        | 2017              |
| طيران الرياض            |      | RX    | RIX   | RIYADH AIR    | 2025              |
| طيران ناس               |      | XY    | KNE   | NAS EXPRESS   | 2007              |
| الخطوط السعودية         |      | SV    | SVA   | SAUDIA        | 1945              |
| طيران السعودية الخليجية |      | 6S    | SGQ   | SAUDIGOLD     | 2016              |
| نسما للطيران            |      | NA    | NSS   | NESMA CONNECT | 2010              |
| الأولى للطيران          |      |       |       |               | 1934              |

## خطوط جوية برحلات غير منتظمة
| شركة الطيران                                                               | صورة          | إياتا | إيكاو | رمز النداء | تاريخ بدءالعمليات |
| -------------------------------------------------------------------------- | ------------- | ----- | ----- | ---------- | ----------------- |
| الأنواء للطيران                                                            |               |       |       |            |                   |
| دلة أفكو                                                                   |               |       |       |            | 1975              |
| جت الشرق الأوسط                                                            |               |       | XAH   |            | 1990              |
| سكاي برايم للخدمات الجوية                                                  |               | UY    | SPD   | SKYPRIME   | 2016              |
| سناس للطيران                                                               | SNAS Aviation |       | RSE   | RED SEA    |                   |
| الفا ستار لخدمات الطيران                                                   |               |       |       | alphastar  | 2007              |
| قمة السماء نسخة محفوظة 2 ديسمبر 2023 على موقع واي باك مشين. لخدمات الطيران |               |       |       | SKY        | 2016              |
| عرباسكو                                                                    |               |       | AAP   | ARABASCO   | 1982              |

## خطوط جوية للشحن
| شركة الطيران    | صورة | إياتا | إيكاو | رمز النداء | تاريخ بدءالعمليات |
| --------------- | ---- | ----- | ----- | ---------- | ----------------- |
| الخطوط السعودية |      |       |       |            |                   |

## قائمة شركات الطيران المنحلة في السعودية
قائمة شركات الطيران السابقة والتي تم حلها في المملكة العربية السعودية.
| شركة الطيران    | إياتا | إيكاو | رمز النداء | تاريخ بدء العمليات | تاريخ نهاية العمليات | ملاحظة                                               |
| --------------- | ----- | ----- | ---------- | ------------------ | -------------------- | ---------------------------------------------------- |
| الخيالة         | XY    | KNE   | -          | 2005               | 2008                 | غير اسمها إلى طيران الخيالة                          |
| طيران الخيالة   | XY    | KNE   | -          | 2008               | 2009                 |                                                      |
| الوفير          | AW    | WFR   | WAFEER     | 2009               | 2011                 |                                                      |
| الأمير          | -     | -     | -          | 2011               | 2012                 |                                                      |
| ناس             | XY    | KNE   | -          | 2006               | 2013                 | غير اسمها من (ناس إير) إلى (فلاي ناس).               |
| سما             | ZS    | SMY   | NAJIM      | 2005               | 2010                 |                                                      |
| الخطوط السعودية | SV    | SVA   | -          | 1945               | 2006                 |                                                      |
| الخطوط السعودية | SV    | SVA   | -          | 2006               | 2012                 | غُيّر اسمُ الخطوط الجوية العربية السعودية إلى السعودية. |